# Helderbeek
Helderbeek är ett vattendrag i Belgien.   Det ligger i provinsen Limburg och regionen Flandern, i den nordöstra delen av landet, 60 km öster om huvudstaden Bryssel.
Omgivningarna runt Helderbeek är en mosaik av jordbruksmark och naturlig växtlighet. Runt Helderbeek är det tätbefolkat, med 659 invånare per kvadratkilometer.